# Interstate 91
Interstate 91 (afgekort I-91) is een Interstate Highway in de Verenigde Staten. De snelweg begint bij New Haven (Connecticut) en eindigt bij de grens met Canada. 

## Lengte

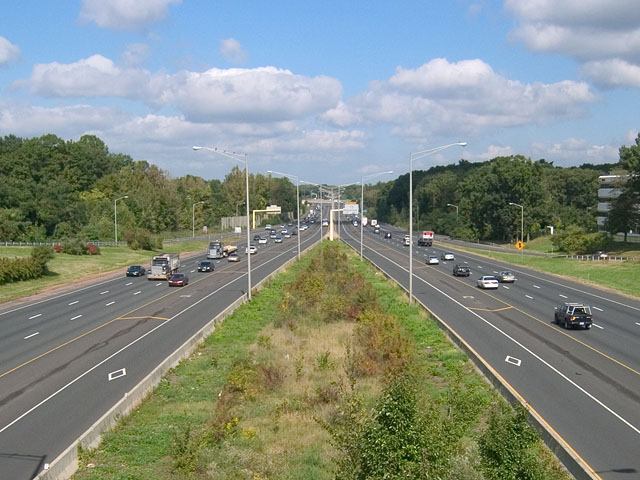
Interstate 91

| Staat         | km  | mijl |  |
|               |     |      |  |
| Connecticut   | 93  | 58   |  |
| Massachusetts | 89  | 55   |  |
| Vermont       | 285 | 117  |  |
|               |     |      |  |
| Totaal        | 467 | 290  |  |

## Belangrijke steden aan de I-91
New Haven - Hartford - Springfield - Greenfield - Sherbrooke (via Quebec Autoroute 55)